# Zhoř (Tachov)
Zhoř es una localidad del distrito de Tachov en la región de Pilsen, República Checa, con una población estimada a principio del año 2018 de 142 habitantes. 
Se encuentra ubicada al noroeste de la región, en la cuenca hidrográfica del río Mže —una de las fuentes del río Berounka—, y cerca de la frontera con la región de Karlovy Vary y el estado alemán de Baviera.